# Oussama Kheriji
Oussama Kheriji (arabe : أسامة الخريجي) est un ingénieur agronome et homme politique tunisien. Il occupe le poste de ministre de l'Agriculture, des Ressources hydrauliques et de la Pêche en 2020.

## Biographie
Diplômé de l'Institut national agronomique de Tunisie, avec une spécialisation en amélioration génétique des plantes, il dirige l'Institut national des grandes cultures et occupe le poste de sous-directeur des céréales à la direction générale de la production agricole rattachée au ministère de l'Agriculture.
En 2017, il est élu président de l'Ordre des ingénieurs tunisiens.
Le 27 février 2020, alors qu'il est proche d'Ennahdha, il est nommé ministre de l'Agriculture, des Ressources hydrauliques et de la Pêche dans le gouvernement d'Elyes Fakhfakh.
Le 5 octobre 2020, il est nommé conseiller auprès du chef du gouvernement Hichem Mechichi chargé des politiques agricoles. Le 16 janvier 2021, son nom est cité pour reprendre potentiellement la direction du ministère de l'Agriculture, des Ressources hydrauliques et de la Pêche dans le cadre d'un remaniement ministériel.
Le 27 juillet 2021, il est limogé de ses fonctions de conseiller auprès du chef du gouvernement par arrêté présidentiel à compter du 25 juillet.